# Vacances à Lipica
Vacances à Lipica est une série télévisée de 1965 coproduite par RTV Ljubljana (aujourd'hui RTV Slovenija ) de Yougoslavie  et la télévision allemande (Südwestfunk ).

## Intrigue
L'histoire suit les aventures d'une adolescente, Julia ( Helga Anders) qui quitte Belgrade pour passer des vacances dans un haras tenu par son oncle Dimitri (Helmuth Schneider), où avec l'aide du chef groom Hugo (Franz Muxeneder), les chevaux Lipizzan blancs sont élevés.
Dans le premier épisode, l'étalon Boris est volé par des Roms qui teignent sa robe blanche en marron pour que personne ne le reconnaisse. Julia et Hugo partent à la recherche de Boris et à son rétablissement, une affinité se noue entre la fille et le cheval.

## Diffusion
La série, intitulée Počitnice v Lipici en slovène et Ferien in Lipizza ("Vacances à Lipica ") en allemand, comprenait treize épisodes en noir et blanc de 25 minutes.
Une version doublée a été diffusée au Royaume-Uni à partir de 1968, et répétée pendant de nombreuses années par la suite, la dernière diffusion ayant eu lieu au début de janvier 1978. Les bandes sonores doublées ont longtemps été considérées comme perdues, mais des bandes audio de douze des treize épisodes ont été localisées.

## Chansons
La chanson thème de la version allemande a été jouée par Ivo Robić .
La chanson thème britannique - écrite par Michael Carr et Ben Nisbet et plus tard doublée sur toutes les versions, était simplement intitulée "White Horses" et créditée à "Jacky". Elle a été chantée par Jackie Lee, d'origine irlandaise. Il est devenu l'un des 10 meilleurs succès des charts britanniques en avril 1968. Le livre The Penguin Television Companion a affirmé qu'il s'agissait du meilleur thème télévisé de l'histoire. Il a été copié et utilisé à plusieurs reprises depuis, notamment :
- Le thème est repris en 1968 par Claudine Longet, en face B du single "Nothing to Lose".
- Big Red Motorbike de Trixie a repris la chanson lors de leur deuxième session John Peel en 1983[4].
- Le groupe féminin écossais Sophisticated Boom Boom a repris la chanson en 1982 lors de leur Peel Session.
- Jamie Wednesday a enregistré le morceau de leur EP "Vote for Love" en 1987.
- The Trashcan Sinatras a présenté une version de la chanson sur leur EP Circling the Circumference (1990)
- Le groupe anglais Kitchens of Distinction a enregistré une reprise de la chanson thème lors des sessions de ce qui serait leur dernier album, Cowboys and Aliens (1994). La chanson est sortie pour la première fois au Royaume-Uni en tant que face B sur le premier single de l'album, " Now It's Time to Say Goodbye "; il est ensuite sorti aux États-Unis en tant que face B sur la chanson titre de l'album
- Morwenna Banks a sorti une version de couverture en 1995 en tant que son personnage d'Absolutely, The Little Girl[5].
- Le film Me Without You (2001) a utilisé la version "stéréo" de Jacky au générique d'ouverture, et une version de Lucy Street au générique de fin
- Cerys Matthews a interprété la chanson sur la compilation Songs for the Young at Heart (2007)
- Le thème a été repris par Dean et Britta sur leur album Back Numbers (2007)
- Le thème a été repris par Andrea Ross sur son album Moon River (2007)
- Le thème a été repris par Mari Wilson sur son album Pop Deluxe [6] (2016)

1. ↑  Miklavž ed. Liška, RTV Ljubljana, Ljubljana, Radiotelevision Ljubljana, 1988, p. 33
2. ↑  « DVD Of The White Horses 12 Episodes Now In English », The White Horses 12 Episodes Now In English (consulté le 9 décembre 2015)
3. ↑  « Cult show tops TV themes », British Broadcasting Corporation,‎ 4 septembre 2003 (lire en ligne)
4. ↑  « Radio 1 - Keeping It Peel - 17/08/1983 Trixie's Big Red Motor Bike », BBC (consulté le 9 août 2014)
5. ↑  Banks, « White Horses » [archive du 21 décembre 2021], YouTube (consulté le 20 décembre 2014)
6. ↑  (en-US) « Pop Deluxe - Mari Wilson | Songs, Reviews, Credits », AllMusic (consulté le 16 février 2019)